# Морикава, Мива
Мива Морикава (яп. 森川美和; род. 22 июля 1999, Сидзуока) — японская спортсменка, борец вольного стиля, чемпионка мира 2022 года, чемпионка Азии 2022 и 2025 годов, призёр чемпионатов мира.

## Биография
В 2019 году стала чемпионкой мира среди юниоров в весовой категории до 65 кг.
На чемпионате мира 2021 года в Норвегии в категории до 65 кг завоевала бронзовую медаль.
В 2022 году на чемпионате Азии в Астане в категории до 65 кг она стала чемпионкой. В финале победила соперницу из Индии Радхику Яглан.
На чемпионате мира 2022 года, который состоялся в Белграде, японка стала обладательницей золотой медали в весовой категории до 65 кг. В финале она смола побороть соперницу из Китая Лун Цзя.
В сентября 2023 года на чемпионате мира в Сербии, в весовой категории до 72 кг Мива в схватке за бронзу победила спортсменку из Франции Кендру Дачер и завоевала очередную свою награду.